# Laëtitia Tonazzi
Laëtitia Tonazzi   (Créteil, 31 de gener de 1981) és una davantera de futbol amb 66 internacionalitats amb França des del 2002. Ha jugat el Mundial 2003 i la Eurocopa 2009. Va ser convocada per l'Eurocopa 2013, però se la va perdre per una lesió.
Va ser la màxima golejadora de la lliga francesa, que ha guanyat en quatre ocasions, el 2008 i al 2011, amb 27 i 20 gols respectivament. A la Lliga de Campions va arribar a la final amb el Olympique al 2013.

## Trajectòria
| Temporades      | Club               | Títols              | Selecció zsmall>)fases finals)                |
| --------------- | ------------------ | ------------------- | --------------------------------------------- |
| 95/96 - 00/01   | VGA Saint-Maur     |                     |                                               |
| 01/02 - 11/12 0 | FCF Juvisy 0       | 2 Lligues, 1 Copa 0 | Mundial 2003 (1a fase) Eurocopa 2009 (quarts) |
| 12/13 - 13/14   | Olympique Lyonnais | 2 Lligues, 2 Copes  |                                               |
| 14/15 - act.    | Montpellier HSC    |                     |                                               |